# Asturias, patria querida
Asturias, patria querida  (Asturies, patria querida en asturiano) es una canción popular que ha sido establecida como himno oficial del Principado de Asturias, España.

## Historia e hipótesis sobre su origen
El folclorista Fernando de la Puente Hevia considera que el origen de la letra está en Cuba. Argumenta que Ignacio Piñeiro, músico cubano, hizo la letra de una canción para homenajear a su padre que era asturiano y había vuelto a Asturias para morir en 1926. También defiende que la melodía fue adaptada de otra que cantaban mineros silesianos que fueron a trabajar a las minas de las cuencas mineras del Caudal y de Mieres a principios del siglo XX. Sin embargo, el musicólogo José Ignacio Lajara discutió estas hipótesis en 2009. Y también existen dudas sobre si la letra y la canción existían ya antes de 1926, lo que pondría en mayor duda esa teoría sobre la composición de la letra, según un artículo de Antonio Fernández Insuela.

La canción de Ignacio Piñeiro es un son cubano en el que se puede apreciar la escasa coincidencia con la letra del Asturias, patria querida, únicamente las tres palabras del título:                
Alma sensible, todo es amor.

Es la mujer asturiana,

con su cáliz de dulzura,

de la grandiosa natura,

la hizo dueña de amor,

con la ternura, con la virtud de diosa.

Asturias patria querida,

a ti consagro mi vida.

Otras teorías apuntan a la relación entre la melodía y la armonía del Asturias, patria querida con otras canciones polacas. Por otra parte, la melodía alcanzó una notable popularidad en Polonia, adonde llegó de manos de unos soldados polacos que habían luchado en Asturias durante los años 30, llegando a ser grabada por varios artistas en la misma Polonia. Ello provocó que el propio papa Juan Pablo II, nacido en Polonia en 1920, la recordase de su infancia al escucharla en su visita a Asturias.
(...) También se interpretó, en Covadonga precisamente, en presencia del papa Juan Pablo II, que lo escuchó con respeto y un punto de emoción porque, según comentó luego en privado, este himno, compuesto con música festiva y texto nostálgico -porque nace del distanciamiento, acaso de un emigrante-, se asemeja, dijo, en grado sumo a un canto polaco muy popular en su infancia.
La canción original estuvo en la clandestinidad y en las tabernas, probablemente por algunas versiones de la letra que se popularizaron durante la guerra civil española. Se puede decir que fue rescatada en 1958 cuando Dionisio de la Huerta exhortó a los asistentes a la fiesta del descenso del Sella «a cantar con toda el alma el Asturias, patria querida»
El Asturias, patria querida se incluyó en varias zarzuelas, asociada a pasajes donde aparecían cantándola personajes de borrachos, lo que dio lugar en aquella época a una extendida asociación de la canción con las borracheras, que se ha venido corrigiendo en los últimos años.
Ya como himno asturiano, oficial desde 1984, se emplea en los actos solemnes de la Junta General y del Gobierno del Principado de Asturias, así como final de muchos actos de carácter cultural, musical, festivo, etc.

## Letra oficial
Estas son las letras oficiales, en español y en asturiano, que fueron publicadas en el BOPA:
| Español |
| --- |
| Asturias, patria querida, Asturias de mis amores; ¡quién estuviera en Asturias en todas las ocasiones! Tengo de subir al árbol, tengo de coger la flor, y dársela a mi morena que la ponga en el balcón, Que la ponga en el balcón, que la deje de poner, tengo de subir al árbol y la flor he de coger. |

| Asturiano |
| --- |
| Asturies, patria querida, Asturies de mios amores; ¡Ai!, ¡quién tuviera n'Asturies en toes les ocasiones! Tengo de subir al árbol, tengo de coyer la flor, y dá-yla a la mió morena que la ponga nel balcón, Que la ponga nel balcón, que la dexe de poner, tengo de subir al árbol y la flor tengo coyer. |

## Versiones

### Versión para orquesta sinfónica y coro
En el año 1983 fue encargada, por parte  de la Junta General del Principado de Asturias, al compositor Leoncio Diéguez Marcos una armonización del Asturias Patria Querida. Al igual que en el caso de la partitura publicada en el BOPA, está escrita en la tonalidad de mi bemol mayor, adecuándose así correctamente a las distintas voces masculinas y femeninas, por quedar ajustada a un ámbito melódico que va desde un si bemol hasta el mi bemol de la octava superior.

### Versión polaca
Existe una versión de Chór Czejanda grabada en 1954, identificada en el archivo de música de la Biblioteka Piosenki de Polonia como canción popular española. Resulta inverosímil que pudiera ser atribuida por los propios polacos a un lugar tan lejano como España una música proveniente, tal como sostiene Fernando de la Puente, de la propia Polonia. Se puede consultar la letra, de Zofia Szleyen, en polaco, en la misma biblioteca.
Parece ser que los milicianos polacos habían hecho suya la canción, modificando a su manera, como es bastante habitual, una parte de la letra, en la parte final: «Regresaré, veré a Oviedo, cogeré un rifle y una granada y lucharé por Asturias, mi querida patria». 

### Versión de la revolución de octubre de 1934
Durante la revolución de octubre de 1934 se popularizó una versión de la letra conocida como «Asturias, tierra bravía». La canción fue adaptada a la realidad de la época. La letra era la siguiente:
| Asturias, tierra bravía |
| --- |
| "Asturias, tierra bravía, Asturias, de luchadores; no hay otra como mi Asturias para las revoluciones. Estribillo Tengo que bajar a Oviedo empuñando mi fusil y morirme disparando contra la Guardia civil; contra la guardia civil y los cobardes de Asalto; tengo que bajar a Oviedo y morirme disparando. Los obreros, en Asturias, demostraron su heroísmo venciendo a la clerigalla y al feroz capitalismo Estribillo Los de Lerroux y la CEDA son los verdugos de Asturias, los que roban las conquistas del obrero que trabaja. Estribillo |